# Савицкий, Александр Иванович
Алекса́ндр Ива́нович Сави́цкий (21 августа [2 сентября] 1887 — 1 июня 1973) — советский хирург, доктор медицинских наук, профессор, академик АМН СССР, один из основоположников онкологии в СССР, главный онколог Министерства здравоохранения СССР (1945). Герой Социалистического Труда (1967), заслуженный деятель науки РСФСР (1957).

## Биография

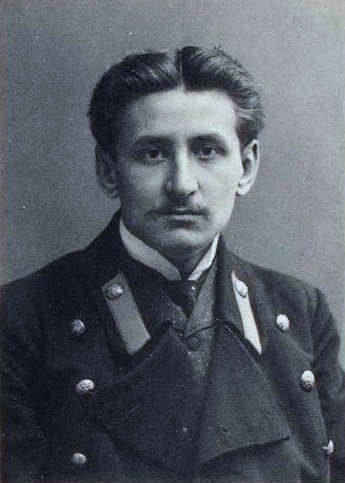
А. И. Савицкий, 1911 год

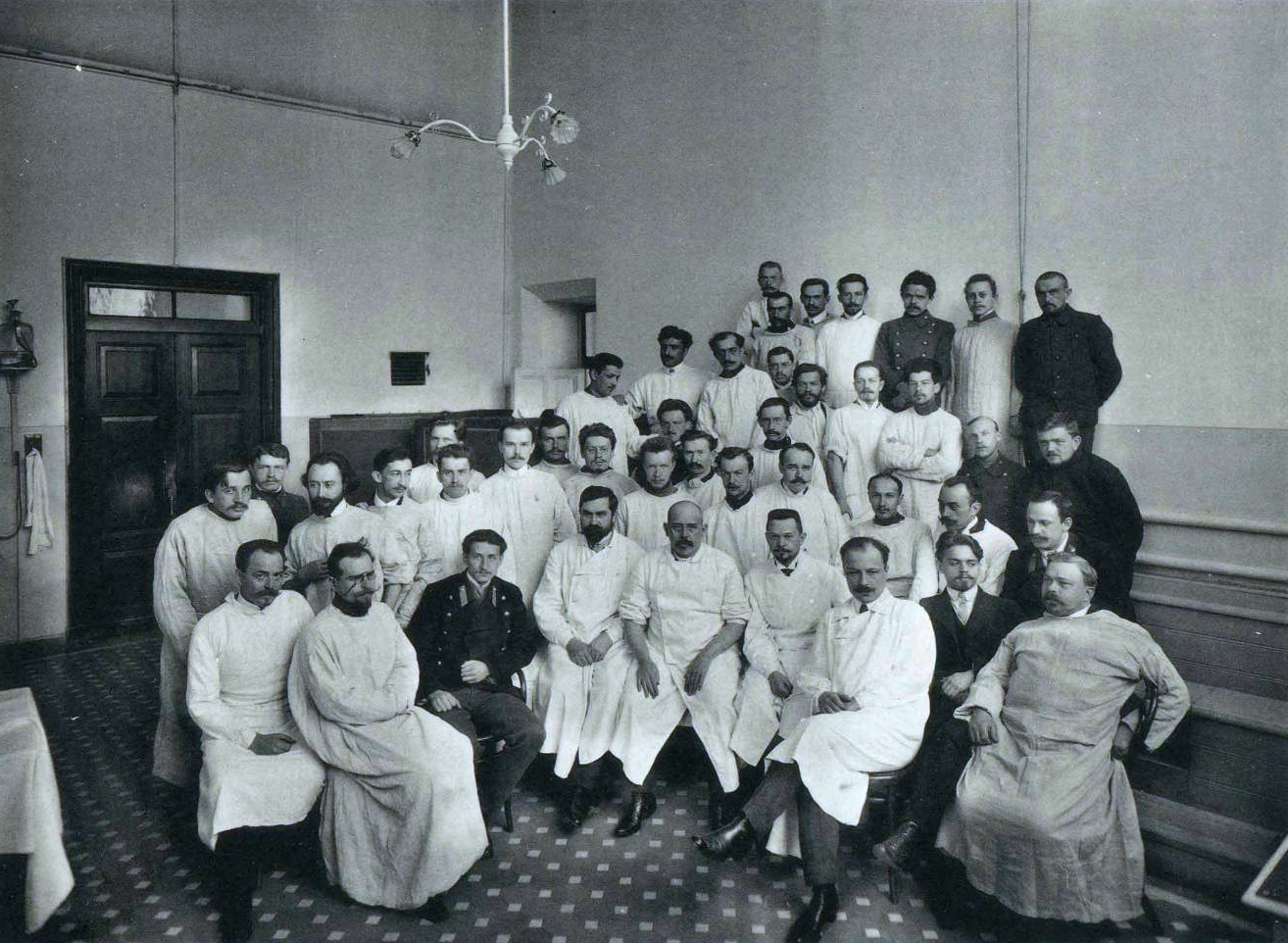
А. И. Савицкий в амбулатории хирургической клиники медицинского факультета Московского университета, 1911 год

Родился в Москве в семье железнодорожного работника.
В 1911 году окончил медицинский факультет Московского университета. С 1912 года по 1915 год работал ординатором факультетской хирургической клиники под руководством Ивана Константиновича Спижарного, Петра Александровича Герцена и Николая Ниловича Бурденко.
В 1915 году был призван в Русскую императорскую армию, работал начальником Московского эвакуационного пункта и начальником окружного военно-санитарного управления. В годы Гражданской войны возглавлял санитарную службу Московского военного округа.
В 1921 году был демобилизован, работал в течение 10 лет ассистентом на кафедре факультетской хирургии медицинского факультета МГУ, а с 1931 года по 1939 год — старшим ассистентом пропедевтической хирургической клиники.
В 1938 году защитил докторскую диссертацию на тему «Эзофагоскопия и её роль в клинике заболеваний пищевода». С 1939 года по 1944 год заведовал кафедрой хирургии Московского стоматологического института и одновременно работал профессором кафедры госпитальной хирургии 1-го Московского медицинского института.
С 1944 года по 1953 года работал директором Центрального онкологического института имени П. А. Герцена, а также заведовал кафедрой онкологии в Центральном институте усовершенствования врачей (до 1968 года). В 1949 году вступил в ВКП(б).
В 1960 году избран действительным членом (академиком) АМН СССР.
А. И. Савицкий опубликовал свыше 80 научных работ, в том числе 3 монографии. В ранних работах нашли отражение актуальные проблемы клинической и военно-полевой хирургии. Основным же направлением научно-практической деятельности Савицкого была клиническая онкология и организация онкологической службы.
Александр Иванович являлся одним из пионеров хирургии пищевода в СССР. В книге «Клиническая эзофагоскопия» (1940) на основе большого опыта он восстановил забытый метод эзофагоскопии, показал его необходимость для диагностики болезней пищевода, предложил бескровный метод форсированного расширения кардии. Одним из первых он начал разрабатывать проблемы раннего распознавания и оперативного лечения рака кардии и пищевода.
Большое внимание уделял разработке методов диагностики и лечения злокачественных заболеваний. В числе первых в стране выполнил одномоментную чрезбрюшинную резекцию кардиальной части желудка. Он внедрил методы комбинированного лечения злокачественных опухолей лёгкого, молочной железы, верхней челюсти, языка.
Полезной в научном отношении является монография Савицкого «Рак лёгкого» (1957), удостоенная премии имени С. И. Спасокукоцкого АМН СССР. Им предложена и обоснована клинико-анатомическая классификация рака лёгкого.
Указом Президиума Верховного Совета СССР от 8 сентября 1967 года за большие заслуги в развитии медицинской науки и здравоохранения и в связи с восьмидесятилетием со дня рождения Савицкому Александру Ивановичу было присвоено звание Героя Социалистического Труда.
Большой вклад Александр Иванович внёс в организацию противораковой службы в СССР. Он работал начальником Управления противораковых учреждений и главным онкологом Министерства здравоохранения СССР (с 1945 года), явился одним из создателей советской школы онкологов.
Свой многолетний опыт Савицкий обобщил в книге «Избранные лекции по клинической онкологии» (1972). В 1955 году по инициативе Александр Ивановича было создано Всесоюзное научное общество онкологов, председателем которого он являлся на протяжении многих лет, он являлся также председателем Общества онкологов Москвы и Московской области, членом правления Всесоюзного научного общества хирургов.
Имел воинские звание бригврача запаса (присвоено 9.02.1937 г.).
Жил и работал в Москве. Скончался 1 июня 1973 года. Похоронен на Даниловском кладбище.

## Награды и звания
- Медаль «Серп и Молот» Героя Социалистического Труда (8.09.1967)
- Орден Ленина (8.09.1967)
- Орден Трудового Красного Знамени
- Орден «Знак Почёта» (26.04.1940)
- Медали СССР
- Заслуженный деятель науки РСФСР (1957)

## Премия имени А. И. Савицкого
Была учреждена в сентябре 2021 года двумя профессиональными союзами – Ассоциацией онкологов России и Российским обществом клинической онкологии.